# Comté de Kern
Pour les articles homonymes, voir Kern.
Le comté de Kern (en anglais : Kern County) est un comté de l'État américain de Californie. Au recensement des États-Unis de 2020, il compte 909 235 habitants. Le siège de comté est Bakersfield.
Ce comté de 21 138 km2 exploite les ressources du sous-sol et de l'agriculture. Il reste la première région pour la production du pétrole en Californie et concentre 85 % des 43 000 puits de l'État. Il représente 10 % de la production nationale. On trouve également de l'or et de la kernite. La base aérienne d'Edwards est localisée en son sud-est.

## Histoire
Au XVIIIe siècle, la région est contrôlée par les Espagnols. En 1772, le commandeur Don Pedro Fages est le premier Européen à l'explorer.
On découvre le col Walker en 1834 qui permet de pénétrer dans la chaîne de la Sierra Nevada. En 1848, après la guerre de 1845 à 1848 entre les États-Unis et le Mexique, au vu des dispositions du traité de Guadalupe Hidalgo, la Californie passe sous la souveraineté des États-Unis.
Le comté est officiellement organisé en 1866 et tient son nom de la rivière  Kern et du topographe Edward Kern.
Les puits de Lakeview sont le théâtre entre le 14 mars 1910 et septembre 1911 du plus important déversement pétrolier du continent américain avec 1 230 000 tonnes de pétrole perdu,,.
La kernite fut aussi découverte en 1926. 
Le 21 juillet 1952, un séisme de magnitude 7,3 tua 12 personnes et causa des dégâts considérables.

## Géographie

### Comtés adjacents
| Comté de Kings           | Comté de Tulare      | Comté d'Inyo            |
| Comté de San Luis Obispo | Comté de Kern        | Comté de San Bernardino |
| Comté de Ventura         | Comté de Los Angeles | Comté de San Bernardino |

### Transports
Principales autoroutes traversant le comté :
| - Interstate 5 - U.S. Route 395 - California State Route 14 - California State Route 33 - California State Route 41 - California State Route 43 | - California State Route 46 - California State Route 58 - California State Route 65 - California State Route 99 - California State Route 119 - California State Route 138 | - California State Route 155 - California State Route 166 - California State Route 178 - California State Route 184 - California State Route 202 - California State Route 204 - California State Route 223 |

### Communautés incorporées etCDP
Le comté compte 11 municipalités incorporées et, au recensement de 2010, 6 CDP (census designated places).
- Arvin
- Bakersfield, est la ville la plus peuplée ; l'Université d'État de Californie à Bakersfield y siège.
- California City
- Delano
- Maricopa
- McFarland
- Ridgecrest
- Shafter
- Taft
- Tehachapi
- Wasco

## Personnes notables
- Donald Cheney - Équipage
- Donald Glover - Musicien
- Steve Chevalier - Politicien
- Kathy Long - Actrice
- Mark Hoppus - Musicien

## Démographie
| 1870  | 1880  | 1890  | 1900   | 1910   | 1920   |
| ----- | ----- | ----- | ------ | ------ | ------ |
| 2 925 | 5 601 | 9 808 | 16 480 | 37 715 | 54 843 |

| 1930   | 1940    | 1950    | 1960    | 1970    | 1980    |
| ------ | ------- | ------- | ------- | ------- | ------- |
| 82 570 | 135 124 | 228 309 | 291 984 | 329 162 | 403 089 |

| 1990    | 2000    | 2010    | 2020    | - | - |
| ------- | ------- | ------- | ------- | - | - |
| 543 477 | 661 645 | 839 631 | 909 235 | - | - |

## Politique et administration

### Élections fédérales
Le comté de Kern est généralement considéré comme un comté à majorité républicaine. Lyndon Johnson, en 1964, est le dernier candidat démocrate ayant obtenu la majorité à une élection présidentielle.
En ce qui concerne les élus à la Chambre des représentants, le comté de Kern dépend des 21e et 23e districts congressionnels.

#### Élections pour l'État de Californie
Le comté de Kern est divisé entre les 26e, 32e, 34e et 36e districts de l'Assemblée de Californie et entre les 14e et 16e districts pour le Sénat de Californie.

### Administration locale

#### Les superviseurs
Le comté de Kern est dirigé par un Board of Supervisors (détenant les pouvoirs exécutif et législatif) de 5 membres élus au suffrage universel direct pour 4 ans. Le comté est divisé en cinq districts, chacun élisant un Supervisor, lors d'un scrutin uninominal qui a lieu lors des élections générales (pour les districts 1, 2 et 4) et lors des élections de mi-mandat (pour les districts 3 et 5).
Les frontières des districts font l'objet d'un redécoupage ("redistricting") à la suite du recensement de la population, afin d'équilibrer le poids démographique des circonscriptions. Le dernier redécoupage est effectué en 2012.
En 2017, la composition du Board est la suivante :
| District | Population | Nom du Supervisor         | Date de début de mandat | Date de fin de mandat | Municipalités du district                                     | Notes |
| -------- | ---------- | ------------------------- | ----------------------- | --------------------- | ------------------------------------------------------------- | ----- |
| 1        | pop        | Mick Gleason              | 2016 (2e mandat)        | 2020                  | Bakersfield (parties), Delano, McFarland, Ridgecrest, Shafter |       |
| 2        | pop        | Zack Scrivner (président) | 2014 (2e mandat)        | 2018                  | Bakersfield (parties), California City, Tehachapi             |       |
| 3        | pop        | Mike Maggard              | 2014 (3e mandat)        | 2018                  | Bakersfield (parties)                                         |       |
| 4        | pop        | David Couch               | 2016 (2e mandat)        | 2020                  | Bakersfield (parties), Maricopa, Taft, Wasco                  |       |
| 5        | pop        | Leticia Perez             | 2016 (2e mandat)        | 2020                  | Arvin, Bakersfield (parties)                                  |       |

1. ↑  D'après le rencesement de 2010, en tenant compte du processus de redécoupage des districts de 2010.